# Liste des sénateurs des États-Unis pour le Texas
Depuis son admission à l'Union, le 29 décembre 1845, l'État du Texas élit deux sénateurs, membres du Sénat fédéral.
| Sénateur de classe 1 | Sénateur de classe 1                     | Sénateur de classe 1 | Congrès                                   | Sénateur de classe 2 | Sénateur de classe 2                  | Sénateur de classe 2 |
| --- | ---------------------------------------- | -------------------- | ----------------------------------------- | -------------------- | ------------------------------------- | -------------------- |
| | Thomas Jefferson Rusk (démocrate)        |                      | 29e (1845-1847)                           |                      | Samuel Houston (démocrate)            |                      |
| 30e (1847-1849) | Thomas Jefferson Rusk (démocrate)        |                      |                                           |                      | Samuel Houston (démocrate)            |                      |
| 31e (1849-1851) | Thomas Jefferson Rusk (démocrate)        |                      |                                           |                      | Samuel Houston (démocrate)            |                      |
| 32e (1851-1853) | Thomas Jefferson Rusk (démocrate)        |                      |                                           |                      | Samuel Houston (démocrate)            |                      |
| 33e (1853-1855) | Thomas Jefferson Rusk (démocrate)        |                      |                                           |                      | Samuel Houston (démocrate)            |                      |
| 34e (1855-1857) | Thomas Jefferson Rusk (démocrate)        |                      |                                           |                      | Samuel Houston (démocrate)            |                      |
| 35e (1857) | Thomas Jefferson Rusk (démocrate)        |                      |                                           |                      | Samuel Houston (démocrate)            |                      |
| | James Pinckney Henderson (démocrate)     |                      | 35e (1857-1858)                           |                      | Samuel Houston (démocrate)            |                      |
| | Matthias Ward (en) (démocrate)           |                      | 35e (1858-1859)                           |                      | Samuel Houston (démocrate)            |                      |
| 36e (1859) | Matthias Ward (en) (démocrate)           |                      | John Hemphill (en) (démocrate)            |                      |                                       |                      |
| | Louis Wigfall (démocrate)                |                      | John Hemphill (en) (démocrate)            | 36e (1859-1861)      |                                       |                      |
| 37e (1861-1863) | Louis Wigfall (démocrate)                |                      | John Hemphill (en) (démocrate)            |                      |                                       |                      |
| Durant la guerre de Sécession, le Texas rejoint les États confédérés d'Amérique.Il n'élit donc plus de sénateur au Congrès des États-Unis. |                                          |                      |                                           |                      |                                       |                      |
| | James W. Flanagan (en) (républicain)     |                      | 41e (1870-1871)                           |                      | Morgan C. Hamilton (en) (républicain) |                      |
| 42e (1871-1873) | James W. Flanagan (en) (républicain)     |                      |                                           |                      | Morgan C. Hamilton (en) (républicain) |                      |
| 43e (1873-1875) | James W. Flanagan (en) (républicain)     |                      |                                           |                      | Morgan C. Hamilton (en) (républicain) |                      |
| | Samuel B. Maxey (démocrate)              |                      | 44e (1875-1877)                           |                      | Morgan C. Hamilton (en) (républicain) |                      |
| 45e (1877-1879) | Samuel B. Maxey (démocrate)              |                      | Richard Coke (démocrate)                  |                      |                                       |                      |
| 46e (1879-1881) | Samuel B. Maxey (démocrate)              |                      | Richard Coke (démocrate)                  |                      |                                       |                      |
| 47e (1881-1883) | Samuel B. Maxey (démocrate)              |                      | Richard Coke (démocrate)                  |                      |                                       |                      |
| 48e (1883-1885) | Samuel B. Maxey (démocrate)              |                      | Richard Coke (démocrate)                  |                      |                                       |                      |
| 49e (1885-1887) | Samuel B. Maxey (démocrate)              |                      | Richard Coke (démocrate)                  |                      |                                       |                      |
| | John Henninger Reagan (démocrate)        |                      | Richard Coke (démocrate)                  | 50e (1887-1889)      |                                       |                      |
| 51e (1889-1891) | John Henninger Reagan (démocrate)        |                      | Richard Coke (démocrate)                  |                      |                                       |                      |
| 52e (1891) | John Henninger Reagan (démocrate)        |                      | Richard Coke (démocrate)                  |                      |                                       |                      |
| | Horace Chilton (en) (démocrate)          |                      | Richard Coke (démocrate)                  | 52e (1891-1892)      |                                       |                      |
| | Roger Q. Mills (en) (démocrate)          |                      | Richard Coke (démocrate)                  | 52e (1892-1893)      |                                       |                      |
| 53e (1893-1895) | Roger Q. Mills (en) (démocrate)          |                      | Richard Coke (démocrate)                  |                      |                                       |                      |
| 54e (1895-1897) | Roger Q. Mills (en) (démocrate)          |                      | Horace Chilton (en) (démocrate)           |                      |                                       |                      |
| 55e (1897-1899) | Roger Q. Mills (en) (démocrate)          |                      | Horace Chilton (en) (démocrate)           |                      |                                       |                      |
| | Charles Allen Culberson (en) (démocrate) |                      | Horace Chilton (en) (démocrate)           | 56e (1899-1901)      |                                       |                      |
| 57e (1901-1903) | Charles Allen Culberson (en) (démocrate) |                      | Joseph Weldon Bailey (en) (démocrate)     |                      |                                       |                      |
| 58e (1903-1905) | Charles Allen Culberson (en) (démocrate) |                      | Joseph Weldon Bailey (en) (démocrate)     |                      |                                       |                      |
| 59e (1905-1907) | Charles Allen Culberson (en) (démocrate) |                      | Joseph Weldon Bailey (en) (démocrate)     |                      |                                       |                      |
| 60e (1907-1909) | Charles Allen Culberson (en) (démocrate) |                      | Joseph Weldon Bailey (en) (démocrate)     |                      |                                       |                      |
| 61e (1909-1911) | Charles Allen Culberson (en) (démocrate) |                      | Joseph Weldon Bailey (en) (démocrate)     |                      |                                       |                      |
| 62e (1911-1913) | Charles Allen Culberson (en) (démocrate) |                      | Joseph Weldon Bailey (en) (démocrate)     |                      |                                       |                      |
| 62e (1913) | Charles Allen Culberson (en) (démocrate) |                      | Rienzi Melville Johnston (en) (démocrate) |                      |                                       |                      |
| 62e (1913) | Charles Allen Culberson (en) (démocrate) |                      | Morris Sheppard (en) (démocrate)          |                      |                                       |                      |
| 63e (1913-1915) | Charles Allen Culberson (en) (démocrate) |                      | Morris Sheppard (en) (démocrate)          |                      |                                       |                      |
| 64e (1915-1917) | Charles Allen Culberson (en) (démocrate) |                      | Morris Sheppard (en) (démocrate)          |                      |                                       |                      |
| 65e (1917-1919) | Charles Allen Culberson (en) (démocrate) |                      | Morris Sheppard (en) (démocrate)          |                      |                                       |                      |
| 66e (1919-1921) | Charles Allen Culberson (en) (démocrate) |                      | Morris Sheppard (en) (démocrate)          |                      |                                       |                      |
| 67e (1921-1923) | Charles Allen Culberson (en) (démocrate) |                      | Morris Sheppard (en) (démocrate)          |                      |                                       |                      |
| | Earle B. Mayfield (en) (démocrate)       |                      | Morris Sheppard (en) (démocrate)          | 68e (1923-1925)      |                                       |                      |
| 69e (1925-1927) | Earle B. Mayfield (en) (démocrate)       |                      | Morris Sheppard (en) (démocrate)          |                      |                                       |                      |
| 70e (1927-1929) | Earle B. Mayfield (en) (démocrate)       |                      | Morris Sheppard (en) (démocrate)          |                      |                                       |                      |
| | Tom Connally (en) (démocrate)            |                      | Morris Sheppard (en) (démocrate)          | 71e (1929-1931)      |                                       |                      |
| 72e (1931-1933) | Tom Connally (en) (démocrate)            |                      | Morris Sheppard (en) (démocrate)          |                      |                                       |                      |
| 73e (1933-1935) | Tom Connally (en) (démocrate)            |                      | Morris Sheppard (en) (démocrate)          |                      |                                       |                      |
| 74e (1935-1937) | Tom Connally (en) (démocrate)            |                      | Morris Sheppard (en) (démocrate)          |                      |                                       |                      |
| 75e (1937-1939) | Tom Connally (en) (démocrate)            |                      | Morris Sheppard (en) (démocrate)          |                      |                                       |                      |
| 76e (1939-1941) | Tom Connally (en) (démocrate)            |                      | Morris Sheppard (en) (démocrate)          |                      |                                       |                      |
| 77e (1941) | Tom Connally (en) (démocrate)            |                      | Morris Sheppard (en) (démocrate)          |                      |                                       |                      |
| 77e (1941) | Tom Connally (en) (démocrate)            |                      | Andrew Jackson Houston (en) (démocrate)   |                      |                                       |                      |
| 77e (1941-1943) | Tom Connally (en) (démocrate)            |                      | W. Lee O'Daniel (démocrate)               |                      |                                       |                      |
| 78e (1943-1945) | Tom Connally (en) (démocrate)            |                      | W. Lee O'Daniel (démocrate)               |                      |                                       |                      |
| 79e (1945-1947) | Tom Connally (en) (démocrate)            |                      | W. Lee O'Daniel (démocrate)               |                      |                                       |                      |
| 80e (1947-1949) | Tom Connally (en) (démocrate)            |                      | W. Lee O'Daniel (démocrate)               |                      |                                       |                      |
| 81e (1949-1951) | Tom Connally (en) (démocrate)            |                      | Lyndon B. Johnson (démocrate)             |                      |                                       |                      |
| 82e (1951-1953) | Tom Connally (en) (démocrate)            |                      | Lyndon B. Johnson (démocrate)             |                      |                                       |                      |
| | Price Daniel (démocrate)                 |                      | Lyndon B. Johnson (démocrate)             | 83e (1953-1955)      |                                       |                      |
| 84e (1955-1957) | Price Daniel (démocrate)                 |                      | Lyndon B. Johnson (démocrate)             |                      |                                       |                      |
| 85e (1957) | Price Daniel (démocrate)                 |                      | Lyndon B. Johnson (démocrate)             |                      |                                       |                      |
| | William A. Blakley (démocrate)           |                      | Lyndon B. Johnson (démocrate)             | 85e (1957)           |                                       |                      |
| | Ralph Yarborough (démocrate)             |                      | Lyndon B. Johnson (démocrate)             | 85e (1957-1959)      |                                       |                      |
| 86e (1959-1961) | Ralph Yarborough (démocrate)             |                      | Lyndon B. Johnson (démocrate)             |                      |                                       |                      |
| 87e (1961) | Ralph Yarborough (démocrate)             |                      | William A. Blakley (démocrate)            |                      |                                       |                      |
| 87e (1961-1963) | Ralph Yarborough (démocrate)             |                      | John Tower (républicain)                  |                      |                                       |                      |
| 88e (1963-1965) | Ralph Yarborough (démocrate)             |                      | John Tower (républicain)                  |                      |                                       |                      |
| 89e (1965-1967) | Ralph Yarborough (démocrate)             |                      | John Tower (républicain)                  |                      |                                       |                      |
| 90e (1967-1969) | Ralph Yarborough (démocrate)             |                      | John Tower (républicain)                  |                      |                                       |                      |
| 91e (1969-1971) | Ralph Yarborough (démocrate)             |                      | John Tower (républicain)                  |                      |                                       |                      |
| | Lloyd Bentsen (démocrate)                |                      | John Tower (républicain)                  | 92e (1971-1973)      |                                       |                      |
| 93e (1973-1975) | Lloyd Bentsen (démocrate)                |                      | John Tower (républicain)                  |                      |                                       |                      |
| 94e (1975-1977) | Lloyd Bentsen (démocrate)                |                      | John Tower (républicain)                  |                      |                                       |                      |
| 95e (1977-1979) | Lloyd Bentsen (démocrate)                |                      | John Tower (républicain)                  |                      |                                       |                      |
| 96e (1979-1981) | Lloyd Bentsen (démocrate)                |                      | John Tower (républicain)                  |                      |                                       |                      |
| 97e (1981-1983) | Lloyd Bentsen (démocrate)                |                      | John Tower (républicain)                  |                      |                                       |                      |
| 98e (1983-1985) | Lloyd Bentsen (démocrate)                |                      | John Tower (républicain)                  |                      |                                       |                      |
| 99e (1985-1987) | Lloyd Bentsen (démocrate)                |                      | Phil Gramm (républicain)                  |                      |                                       |                      |
| 100e (1987-1989) | Lloyd Bentsen (démocrate)                |                      | Phil Gramm (républicain)                  |                      |                                       |                      |
| 101e (1989-1991) | Lloyd Bentsen (démocrate)                |                      | Phil Gramm (républicain)                  |                      |                                       |                      |
| 102e (1991-1993) | Lloyd Bentsen (démocrate)                |                      | Phil Gramm (républicain)                  |                      |                                       |                      |
| 103e (1993) | Lloyd Bentsen (démocrate)                |                      | Phil Gramm (républicain)                  |                      |                                       |                      |
| | Bob Krueger (en) (démocrate)             |                      | Phil Gramm (républicain)                  | 103e (1993)          |                                       |                      |
| | Kay Bailey Hutchison (républicain)       |                      | Phil Gramm (républicain)                  | 103e (1993-1995)     |                                       |                      |
| 104e (1995-1997) | Kay Bailey Hutchison (républicain)       |                      | Phil Gramm (républicain)                  |                      |                                       |                      |
| 105e (1997-1999) | Kay Bailey Hutchison (républicain)       |                      | Phil Gramm (républicain)                  |                      |                                       |                      |
| 106e (1999-2001) | Kay Bailey Hutchison (républicain)       |                      | Phil Gramm (républicain)                  |                      |                                       |                      |
| 107e (2001-2002) | Kay Bailey Hutchison (républicain)       |                      | Phil Gramm (républicain)                  |                      |                                       |                      |
| 107e (2002-2003) | Kay Bailey Hutchison (républicain)       |                      | John Cornyn (républicain)                 |                      |                                       |                      |
| 108e (2003-2005) | Kay Bailey Hutchison (républicain)       |                      | John Cornyn (républicain)                 |                      |                                       |                      |
| 109e (2005-2007) | Kay Bailey Hutchison (républicain)       |                      | John Cornyn (républicain)                 |                      |                                       |                      |
| 110e (2007-2009) | Kay Bailey Hutchison (républicain)       |                      | John Cornyn (républicain)                 |                      |                                       |                      |
| 111e (2009-2011) | Kay Bailey Hutchison (républicain)       |                      | John Cornyn (républicain)                 |                      |                                       |                      |
| 112e (2011-2013) | Kay Bailey Hutchison (républicain)       |                      | John Cornyn (républicain)                 |                      |                                       |                      |
| | Ted Cruz (républicain)                   |                      | John Cornyn (républicain)                 | 113e (2013-2015)     |                                       |                      |
| 114e (2015-2017) | Ted Cruz (républicain)                   |                      | John Cornyn (républicain)                 |                      |                                       |                      |
| 115e (2017-2019) | Ted Cruz (républicain)                   |                      | John Cornyn (républicain)                 |                      |                                       |                      |
| 116e (2019-2021) | Ted Cruz (républicain)                   |                      | John Cornyn (républicain)                 |                      |                                       |                      |
| 117e (2021-2023) | Ted Cruz (républicain)                   |                      | John Cornyn (républicain)                 |                      |                                       |                      |
| 118e (2023-2025) | Ted Cruz (républicain)                   |                      | John Cornyn (républicain)                 |                      |                                       |                      |